# Faviina
Faviina é uma subordem de cnidários antozoários da ordem Scleractinia.